# Sint-Barbarakerk (Rotterdam)
De Sint-Barbarakerk was een rooms-katholieke kerk aan de Crooswijkseweg 38 in Rotterdam.
De Barbarakerk werd in 1921-1922 gebouwd voor de katholieke arbeiders in de wijk Crooswijk en was een van de grootste kerken in het bisdom. Het kerkbezoek liep na de Tweede Wereldoorlog echter snel terug, waardoor de kerk in 1974 werd gesloten en in 1977 werd afgebroken.

## Bouwgeschiedenis
De parochie Heilige Barbara werd in 1906 gesticht door pastoor E.A.M. van Mersel, voor de in die periode sterk toenemende bevolking van Crooswijk. De eerste jaren maakte de parochie gebruik van een kleine houten noodkerk. Omdat de arbeidersbevolking van Crooswijk wel talrijk, maar armlastig was, werd landelijk geld ingezameld en geleend voor de bouw van een echte kerk. Het duurde lang voor er voldoende geld beschikbaar was, want de bouw kon pas in 1922 starten. De aanbesteding voor de bouw werd in december 1921 gewonnen door aannemer J.C. de Waal uit Rotterdam, die de kerk voor een bedrag van fl.298.480,- zou bouwen. De pastorie en klokkentoren waren buiten de aanbesteding gehouden. De totale bouwkosten bedroegen fl.369.500,-. De eerste steen werd op 18 mei 1922 gelegd. Op 20 september 1923 werd de kerk plechtig ingewijd door bisschop Callier.

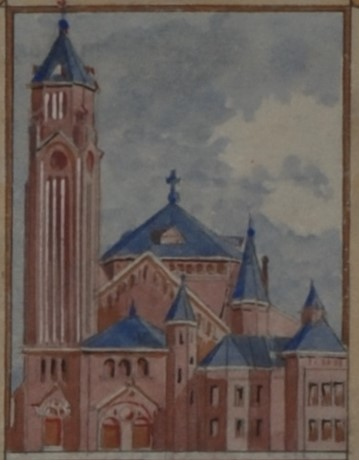
Oorspronkelijk ontwerp van J.C.F. Margry

## De kerk
De architect van de kerk was Jos Margry. Hij ontwierp een grote eenbeukige kruiskerk in neoromaanse en neobyzantijnse stijl. Een circa 60 meter hoge klokkentoren zou aan aan de linkerzijde van de hoofdingang verrijzen, maar uiteindelijk is door geldgebrek alleen de onderbouw van de toren gebouwd. Dat gold ook voor de door Margry ontworpen pastorie, die op de hoek met de Pijperstraat zou komen te staan..
De kerk was gebouwd met grijze waalsteen. Met een lengte van 60 meter en een maximale breedte van 47 meter was het een van de grootste kerken van het Bisdom Haarlem, waar Rotterdam toen nog onder viel. Het schip was 17 meter breed en kwam uit op het transept. Het centrale deel van het transept was een achthoekige ruimte. De centrale ruimte was overdekt met een 35 meter hoge koepel, met een doorsnede van 20 meter. Het plafond van de koepel in de kerk was 24 meter hoog. De beide armen van het transept en het priesterkoor hadden een halfronde vorm. De koepel werd aan de buitenzijde bekroond met een kruis en had op iedere hoek een hoektoren.

### Interieur
De kerk bood plaats aan 1400 gelovigen. Die hadden van alle kanten goed zicht op het altaar, omdat de bouwpastoor had geëist dat kerk zo ontworpen werd dat zuilen voor het dragen van het dak niet nodig waren. Het verhoogde priesterkoor werd voorzien van een betonnen colonnade, die was bekleed met tufsteenslag. Onder de centrale boog van de colonnade werd het hoofdaltaar geplaatst. Op de gebrandschilderde ramen in het priesterkoor achter het altaar waren afbeeldingen van de zeven heilige sacramenten uitgebeeld..
Boven het voorportaal bij de ingang aan de Crooswijkseweg was een verdieping waar het orgel stond en het koor kon plaatsnemen.
Het interieur werd gesierd met schilderingen van de Duitse kerkkunstenaar Anton Federle. Hij beeldde het hemelse Jeruzalem uit, zoals dat door de profeet Jesaja werd beschreven. In de koepel was een afbeelding van de Heilige Drie-eenheid geschilderd, gezeten op een troon en omgeven door symbolen van de vier evangelisten en de negen engelenkoren. Op de vier pendentieven  van de koepel waren drie meter hoge afbeeldingen van Jakob, Zacheüs, Tobias en Petrus aangebracht. Op het grote fries van de koepel stond de latijnse tekst van de eerste strofe van de hymne Urbs beata Jerusalem dicta pacis visio
Coelestis Urbs Jerusalem,

Beata pacis visio,

Quæ celsa de viventibus

Saxis ad astra tolleris,

Sponsæque ritu cingeris

Mille Angelorum millibus.
In het zuidelijk transept aan de Pijperstraat werd een kapel gewijd aan Onze Lieve Vrouwe ter Nood. Deze kapel was door een ijzeren hek afgescheiden van de rest van de kerk en had een eigen ingang aan de Pijperstraat. In 1931 leverden Jan Eloy en Leo Brom een beeld van de Heilige Barbara voor een haar gewijd altaar links voor het priesterkoor.
De rooms-katholieke politiebond "Sint-Michaël" liet in de kerk een altaar voor hun patroon Sint-Michaël oprichten. De leden van de bond hadden hiervoor fl.4.000,- bijeen gebracht. . Dit altaar stond in het noordelijke transept.
De preekstoel was in 1922 van een kerk uit Wassenaar overgenomen, maar stond daarvoor in een kerk in Zuid-Limburg. Deze houten preekstoel werd vermoedelijk tussen 1730 en 1750 gemaakt in Vlaanderen. Het bestaat uit een beeld van een vrouw, de personificatie van de Godsdienst en de Waarheid, die de kuip draagt waar de pastoor in stond. De kuip was versierd met reliëfs van de Goede Herder en Maria van Egypte.
Nadat de kerk werd gesloten kocht het Historisch Museum (nu het Museum Rotterdam) diverse kunstwerken van de kerk. Zo bleven bewaard: De preekstoel, een houten beeld van de bewusteloze heilige Alfonsus van Liguori (1850), de oorkonde van de eerstesteenlegging (1922), het houten doopvont (18e eeuw), een reliëf van Gerardus Majella (1885) en glasmozaïeken.

## Orgel
Het kerkorgel werd in 1923 gebouwd door de gebroeders Franssen uit Roermond. Het was een eenvoudig orgel, met slechts één manuaal. Dit orgel werd in 1967 nog vervangen door een groter orgel met twee manualen. Dit orgel was in 1916 gebouwd door de Gebr. Franssen en kwam over uit de in 1967 afgebroken Maria Magdalenakerk in Amsterdam. Dit orgel stond opgesteld in het zuidelijke transept, boven het Maria-altaar. Het klavier stond daaronder, tussen de koorbanken. Na de sluiting van de Barbarakerk in 1974, werd het orgel overgebracht naar de Heilige Kruisverheffingskerk in Rotterdam en werd na de sluiting van die kerk in 1995 afgebroken.

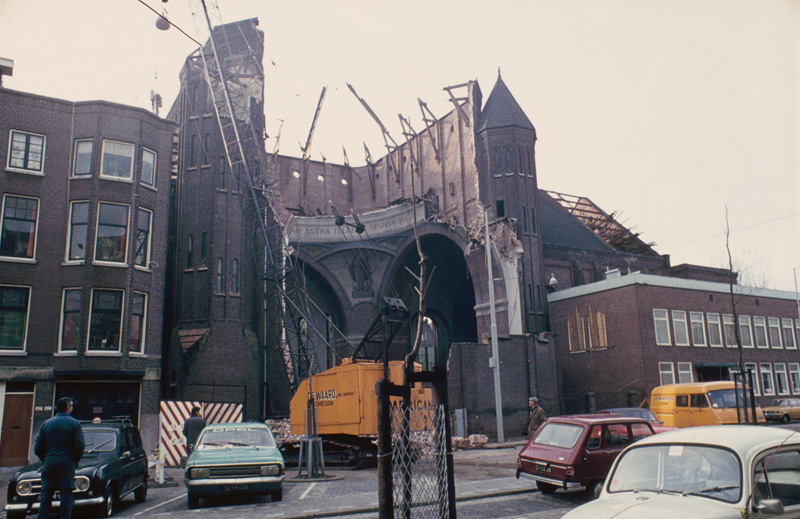
Sloop van de Barbarakerk aan de Tamboerstraat

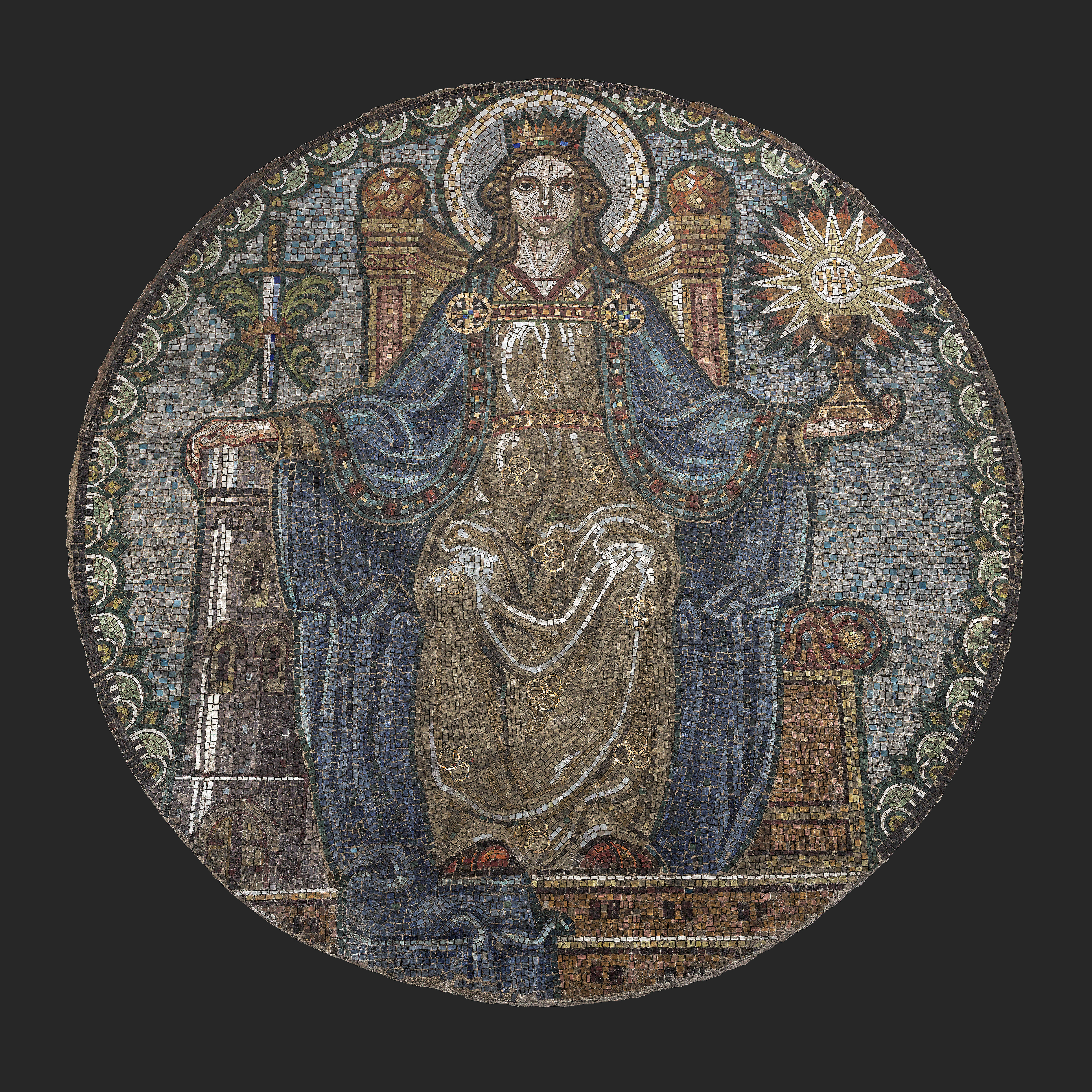
Het glasmozaïek van de heilige Barbara, bewaard gebleven in het Museum Rotterdam

## Sluiting en sloop
Al in de jaren 1950 nam het aantal kerkgangers sterk af en maakte de parochie zich zorgen om de toekomst. Jonge gezinnen trokken op zoek naar een woning weg uit de wijk en de groep wijkbewoners die nog wel regelmatig naar de kerk gingen vergrijsde. Het kerkbezoek bleef ook in de jaren 1960 afnemen en daarom werd besloten om de parochie in 1969 te laten fuseren met de parochie van de Allerheiligste Verlosserkerk aan de Goudserijweg, en de Barbarakerk op termijn af te stoten. De laatste mis werd in 1974 gehouden, waarna de kerk werd gesloten. 
Aanvankelijk zou de kerk wel behouden blijven. De gemeente zou het kerkgebouw kopen voor fl 435.000 en wilde er een sporthal in vestigen, omdat de grote kerkzaal zonder pilaren daar geschikt voor zou zijn.. Maar terwijl de verbouwing tot sporthal al was gestart, bleken de kosten te hoog en bleek het kerkgebouw ook niet voor alle sporten geschikt. Er werd gekozen voor een andere locatie op het Schuttersveld, tegenover de kerk, voor de bouw van een nieuw sportcentrum. Aanvankelijk was er nog enig protest van de wijkbewoners, maar dat betrof vooral de zorg of de sporthal er wel kwam, niet of het monumentale gebouw behouden moest blijven. Nadat daar een nieuwe locatie voor was aangewezen, kon de kerk worden afgebroken. De sloop startte in januari 1977 en nam enige maanden in beslag, omdat het aanpalende parochiehuis, het zusterhuis en andere gebouwen direct naast de kerk wel bleven staan en niet beschadigd mochten worden. Het glasmozaïek van de heilige Barbara, dat het entreeportaal aan de voorzijde sierde, is bewaard gebleven in het Museum Rotterdam.

## Nieuwe kerk en wijkcentrum
In 1978 werd ook de Allerheiligste Verlosserkerk gesloten. De Heilige Verlosser en Barbara-parochie keerde vervolgens terug op de oude locatie van de afgebroken Barbarakerk, waar eerst in het parochiehuis kon worden gekerkt en vervolgens in 1979-1980 aan de Pijperstraat een kleine kerkzaal voor 160 personen werd gebouwd. In 2008 werd ook deze kerk gesloten en ging de parochie op in de Johannes-parochie.
Op het andere deel van het terrein van de Barbarakerk werd wijkcentrum "De Tamboer" gebouwd.